# ناشطة نسوية سيئة
ناشطة نسوية سيئة: مقالات، هي مجموعة مقالات صدرت عام 2014 كتبتها الناقدة الثقافية، والروائية، والأستاذة (روكسان غاي) .
في مقالات ناشطة نسوية سيئة، تكتشفين كيف تكونين ناشطة نسوية في حين تحبين أشياءً قد تبدو غريبة بالنسبة للأيدولوجية النسوية، مقالات روكسان جاي ترتبط بالثقافة الشعبية بخبراتها الشخصية، حيث تغطي مقالتها مجموعة من المواضيع مثل «Sweet Valley High » و«Django Unchained»، بل ونشأة (روكسان غاي) نفسها كأمريكية من أصل هايتي                                 

## تاريخ النشر
ناشطة نسوية سيئة كان واحدًا من كتابين نشرتهما (روكسان غاي) عام (2014) والكتاب الآخر كان رواية حالة جامحة.

## المحتوى
تغطي المقالات في كتاب «ناشطة تسوية سيئة» موضوعات واسعة التنوع.  سواءً كانت ثقافية أو شخصية. وتنقسم مجموعة المقالات إلى خمسة أقسام وهم: أنا؛  النوع الجندري والجنسانية،؛ العرق، والترفيه،؛ والسياسة، والنوع الجندري، والعرق،؛ ثم العودة لي مجددًا. وفي مقابلة لها مع مجلة التايم عام (2014)، شرحت (روكسان غاي) دورها كناشطة نسوية وكيف أثَّرَ نشاطها علي كتابتها: ««في كل مقالة من هذه المقالات أحاول بجد أن ظهر كيف أثَّر النشاط النسوي علي حياتي، سواء للأفضل أو للأسوأ. إنها فقط تظهر كيف تسيرين عبر العالم كإمرأة. إنها ليست حتى حول النشاط النسوي كما هو، بل حول الإنسانية والتعاطف»».

## التقييم
كتاب «ناشطة نسوية سيئة» تمت مراجعته بشكل واسع. (جاي) نفسها أثنت على مقالاتها ««صوت ساخر ولطيف»». وصحيفة (ذا بوستون جلوب) كتبت: ««هناك الكثير للإعجاب به»» مثل: مقالها ««بصيرة»،» ومقالها ««الذي نجوع لأجله»». بينما صحيفة (ذا هافنجتون بوست) كانت أكثر انفتاحًا في ثنائها حيث كتبت: ««مقالات (جاي) الخبيرة وضحت خبرتها الشخصية، مع نزعة جندرية أوسع تحدث علي الصعيد السياسي أو في الثقافة الشعبية».» وأعطت الكتاب تقييم 8/10. (ذا بوستون ريفيو) كتبت ««كتاب ناشطة نسوية سيئة عرض الثقافة والسياسة من منظور واحدة من أكثر النقّاد دهاءً في الوقت الحالي»». وفي المملكة المتحدة في صحيفة (الجارديان) كتبت الناقدة (كيرا كوكراين): ««في حين أن الحوارات علي الإنترنت تتصف بالآراء الحادة ووجهات النظر المتبلورة، كانت كتابتها تتميز بالبراعة والمنطقية مع القدرة على الرؤية حول الجوانب للتعرف على وجهات النظر الأخرى في حين تتقدم وجهة نظرها بحذر».» وفي مراجعات (ذي نيويورك تايمز) للكتاب، كتب أن جاي تعتمد بشكل أساسي على ««فزاعة غير منطقية»؛» كي تستطيع إثبات وجهة نظرها، وصحيفة (ذي اندبندنت) رأت أن  تناقضات (جاي) بين صفحات الكتاب تظهر فكرها كـ««كفكر مهلهل»». أما بالنسبة للكتاب نفسه فقد تم ذكره في دوائر النشاط النسوي حتي أن الموقع الساخر (Reductress)  نشر قصة عن امرأة كانت ناشطة نسوية سيئة لانها لم تقرأ كتاب ناشطة نسوية سيئة.